# میخائیل کورکیا
میخائیل کورکیا (گرجی: მიხეილ ქორქია؛ ۱۰ سپتامبر ۱۹۴۸ – ۷ فوریهٔ ۲۰۰۴) بازیکن بسکتبال اهل اتحاد جماهیر شوروی سوسیالیستی بود.
وی در مسابقات کشوری و بین‌المللی در مجموع برندهٔ ۳ مدال طلا، ۲ مدال نقره، ۱ مدال برنز شده‌است.